# Alexander Monroe Dockery
Alexander Monroe Dockery, född 11 februari 1845 i Daviess County, Missouri, död 26 december 1926 i Gallatin, Missouri, var en amerikansk demokratisk politiker. Han var ledamot av USA:s representanthus 1883–1899 och Missouris guvernör 1901–1905.
Dockery studerade medicin i Saint Louis, New York och Philadelphia och var verksam som läkare i Missouri. Som Gallatins borgmästare tjänstgjorde han 1881–1883.
Dockery efterträdde 1883 Gustavus Sessinghaus som kongressledamot och efterträddes 1899 av John Dougherty. År 1901 efterträdde han sedan Lon Stephens som Missouris guvernör och efterträddes 1905 av Joseph W. Folk. Utbildningspolitiska satsningar utmärkte Dockerys tid som guvernör.
Dockery avled 1926 i Gallatin och gravsattes i Chillicothe i Missouri.